# Útěk z Planety robotů
Útěk z Planety robotů (v anglickém originále Fear of a Bot Planet) je pátá epizoda první série seriálu Futurama. Poprvé byla vysílána 20. dubna 1999 stanicí Fox.

## Děj
Posádka Planet Expressu si zajde na blernsball do Madison Cube Garden, ale jsou povoláni zpět do práce, protože dorazila další objednávka. Zásilka má být doručena na planetu Chapek 9 , která je obydlena k lidem nepřátelskými roboty, takže samotnou zásilku má doručit Bender.
Když dorazí k planetě, naštvaný Bender je spuštěn pomocí navijáku na povrch. Fry a Leela ale dostanou zprávu od Bendera, který byl roboty zatčen, protože s nimi spolupracuje. Fry a Leela se vydají za ním, protože by ale byli zabiti, převléknou se za roboty.
Poté, co se chvíli schovají v robotím kině, dostanou se na zahájení každodenního honu na lidi, kterém k jejich překvapení zahajuje Bender, který ho zneužije ke svému obohacení.
Fry a Leela se s Benderem setkají během honu v opuštěném robopornografickém obchodě, ten ale odmítne jejich návrh, aby co nejrychleji odletěli. Než ale Fry a Leela stačí odejít, objeví je roboti a jsou postaveni před soud za to, že jsou lidé. Poté, co jsou odsouzeni k nudné práci, propadnou se padacími dveřmi, kde potkají pětici Robot Elders (Robotí starší). Robot Elders poručí Benderovi, aby zabil Frye a Leelu, který to ale odmítne udělat.
Robot Elders jim ale odhalí, že lidé jsou jen zástěrka k oklamání robotí populace a odvrácení pozornosti od skutečných problémů. Fry využije toho, že podle robotů mají lidé mnoho speciálních schopností a pohrozí Robotím starším, že je spálí svým dechem, což umožní posádce uprchnout, ale jsou pronásledováni hordou robotů. Když se na navijáku vrací do lodi, Bender si vzpomene, že zapomněl doručit zásilku. Balíček spadne na zem a roboti jsou zasypáni deštěm tolik potřebných matek.

## Postavy
Postavy, které se v této epizodě poprvé objevily:
- The Robot Elders

## Budoucí přístroje
V této epizodě se vyskytují následující přístroje z budoucnosti:
- The Ceremonial Kill-a-ma-jig

## Budoucí planety
V této epizodě se vyskytují následující planety z budoucnosti:
- Chapek 9

## Zajímavosti
Planeta Chapek 9 je pojmenována po Karlu Čapkovi, který vymyslel termín robot.